# Klippan
Klippan (på dansk: Klippen )er et byområde med 9.049(2023) indbyggere og hovedby i Klippan Kommune, Skåne Län, Sverige.

Oprindeligt var det en papirmølle som fik navnet Klippen tilbage i 1637. Den lå syd for åen i Sønder Asbo herred. Byen ligger nord for.  I 1500-tallet byggede Tycho Brahes onkel, Steen Clausen Bille, en papirmølle ved det nærliggende Herredsvad Kloster. Produktionen i større skala opstod i 1600-tallet, og Klippens forgænger, bondebyen Åby, voksede sig stadig større. 